# Ratnovce
Ratnovce (Hongaars:Ratnóc) is een Slowaakse gemeente in de regio Trnava, en maakt deel uit van het district Piešťany.
Ratnovce telt 950 inwoners.